# Centrolene gemmatum
A Centrolene gemmatum a kétéltűek (Amphibia) osztályába, a békák (Anura) rendjébe, ezen belül az üvegbékafélék (Centrolenidae) családjának Centrolene nembe tartozó faj.

## Előfordulása
Ecuadorban él, endemikus faj.
Természetes élőhelye a szubtrópusi és trópusi nedves hegyi erdők és folyóvizek. Az 1980-as években történt leírása óta nem került elő.